# Sady nad Torysou
Sady nad Torysou est un village de Slovaquie situé dans la région de Košice.

## Histoire
Première mention écrite du village en 1964.
La localité fut annexée par la Hongrie après le premier arbitrage de Vienne le 2 novembre 1938. À la libération, la commune a été réintégrée dans la Tchécoslovaquie reconstituée.
Le hameau de Byster était une commune autonome en 1938 et comptait alors 537 habitants. Il faisait partie du district de Košice, en hongrois Kassai járás. Le nom de la localité avant la Seconde Guerre mondiale était Byster. Durant la période 1938 -1945, le nom hongrois Beszter était d'usage.
Le hameau de Zdoba était une commune autonome en 1938 et comptait alors 482 habitants. Il faisait partie du district de Košice, en hongrois Kassai járás. Le nom de la localité avant la Seconde Guerre mondiale était Zdoba. Durant la période 1938 -1945, le nom hongrois Izdoba était d'usage.

## Démographie

### Évolution de la population
| Année:               | 1994. | 2004.    | 2014.    | 2024.   |
| -------------------- | ----- | -------- | -------- | ------- |
| Nombre de personnes: | 1486  | 1699     | 1924     | 1925    |
| Différence:          |       | +14,33 % | +13,24 % | +0,05 % |

| Année:               | 2023. | 2024.   |
| -------------------- | ----- | ------- |
| Nombre de personnes: | 1939  | 1925    |
| Différence:          |       | -0,72 % |